# Товарищ Иннокентий
«Товарищ Иннокентий» — советский художественный фильм режиссёров Евгения Мезенцева и Иосифа Шапиро по сценарию Арнольда Витоля. Историко-революционная драма о революционной работе Иосифа Дубровинского.

## Сюжет
Художественный фильм производства Ленфильм выпущен в прокат в 1981 году, цветной, продолжительностью 90 минут. Лента повествует о раннем периоде революционной работы одного из ярких русских революционеров начала XX века Иосифа Дубровинского, который был известен по подпольной кличке Иннокентий. В кинофильме рассказывается о годах активной пропагандистской деятельности, поединке с королем охранки Сергеем Зубатовым, ссылке и возобновлении работы в подполье. 

## Мнение
Николай Караченцов, приняв участие в съёмках данной картины в роли попа Гапона, в своей книге "Корабль плывёт" обращал внимание читателя:
"Я попытался сыграть идейного фанатика. Вероятно, получилось, поскольку редакторы и руководители отечественного кинематографа велели Мезенцеву три четверти моей роли из фильма вырезать, да и кино пустили на окраины самым маленьким числом копий"

## В ролях

### В главных ролях
| Актёр              | Роль                                    |
| ------------------ | --------------------------------------- |
| Сергей Мартынов    | товарищ Иннокентий (Иосиф Дубровинский) |
| Антонина Шуранова  | Розалия Самойловна Землячка             |
| Михаил Козаков     | Зубатов                                 |
| Николай Караченцов | Гапон                                   |
| Руфина Нифонтова   | Серебрякова                             |

### В ролях
| Актёр                | Роль               |
| -------------------- | ------------------ |
| Игорь Ясулович       | Радин              |
| Леонид Неведомский   | Рябов              |
| Эрнст Романов        | Носков             |
| Валентин Никулин     |                    |
| Светлана Крючкова    | Прасковья          |
| Виталий Коняев       | Марков полковник   |
| Анна Твеленёва       | Анна               |
| Фёдор Одиноков       | Тимофей Степанович |
| Александр Демьяненко |                    |
| Любовь Малиновская   |                    |
| Николай Мартон       | Рачковский         |